# Famiglia di Re Artù

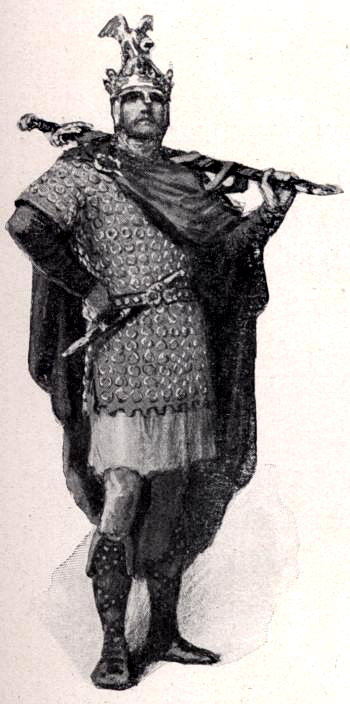
Re Artù in un'illustrazione di William Henry Margetson (1914)

La famiglia di Re Artù è descritta nelle molte opere letterarie che fanno da sfondo alla vicenda di Re Artù, e che sono raccolte nel ciclo letterario della materia di Bretagna.

## Genitori e fratelli
I genitori di Artù sono descritti generalmente come Uther Pendragon (figlio di Costantino III e fratello di Ambrosio Aureliano) e Igraine. Secondo la leggenda riportata da Goffredo di Monmouth, Uther si invaghisce di Igraine, e grazie a un incantesimo di Merlino, prende le sembianze del marito di lei, Gorlois, e giace con lei, concependo Artù. La tradizione identifica in genere tre sorellastre materne di Artù, figlie di Igraine e Gorlois, ovvero Morgana, Morgause, e Elaine, e talvolta il fratellasto Cador, sebbene il nome e il ruolo delle sorelle e dei fratelli di Artù possa variare notevolmente nelle varie opere. A volte gli viene assegnato anche un fratellastro paterno, Madoc.
Oltre ai parenti di sangue, Sir Ector e Sir Kay possono essere considerati parte della famiglia di Artù, in quanto padre e fratello adottivi.

## Cugini e nipoti
Culhwch è detto essere cugino di Artù nel racconto Culhwch e Olwen. Più precisamente il personaggio sarebbe figlio di Goleuddydd, sorella di Igraine, e quindi cugino materno di Artù. Un altro personaggio talvolta identificato come cugino di Artù è  Geraint. Cador e Costantino sono indicati come cugini di Artù, sebbene l'esatta relazione non sia specificata. Secondo le genealogie dei re di Dumnonia, Geraint avrebbe sposato Gwyar, un'altra sorella di Igraine, e in base a questa relazione il figlio di Geraint e Gwyar, Cadwy (Cador) e il figlio di lui, Costantino, sarebbero cugini di Artù. Altri cugini materni di Artù secondo le fonti gallesi sono Illtud e Caradoc Freichfras.
Attraverso le sorelle, Artù ha inoltre un certo numero di nipoti, tra cui Yvain, Gawain, Agravain, Gaheris, Gareth, Galeschin, Elaine la Giovane e, talvolta, Hoel.

## Figli
Il figlio più celebre di Artù è sicuramente Mordred, frutto della relazione incestuosa tra Artù e la sorella Morgause, e responsabile della sua fine. La tradizione gli associa però anche altri figli, in genere figli legittimi del suo matrimonio con Ginevra. I figli di Artù condividono tuttavia un fato avverso, e in genere vanno incontro a morte prematura.
Amhar (Amr in gallese) è il primo ad essere menzionato nella letteratura arturiana. Compare nella Historia Brittonum del IX secolo, dove viene ucciso, per ragioni non chiarite, dallo stesso Artù. L'unico altro riferimento ad Amr si trova nel romanzo gallese post-galfridiano Geraint, dove "Amhar figlio di Artù" è uno dei quattro ciambellani di Artù insieme al figlio di Bedivere, Amhren.
Gwydre è ugualmente sfortunato, essendo massacrato dal cinghiale gigante Twrch Trwyth in Culhwch e Olwen, insieme a due degli zii materni di Artù, in altre versioni invece sopravvive al padre e si presume che sia succeduto al cugino Costantino III.
Un altro figlio, di nome Duran, noto solo da un testo gallese del XV secolo, sarebbe morto nella battaglia di Camlann.
Un figlio di nome Llacheu è menzionato nelle Triadi gallesi e nel libro nero di Carmarthen. Come suo padre, Llacheu appare nella poesia gallese del XII secolo e successivamente come standard di confronto eroico e sembra anche essere stato anche una figura del folclore locale. Llacheu era probabilmente una figura di notevole importanza nel primo ciclo arturiano. Nondimeno, come i suoi fratelli, anche Llacheu muore prematuramente.
Loholt appare come un figlio di Ginevra in opere come Lanzelet (come Ilinot / Elinot) e Perlesvaus, ma nel ciclo della Vulgata è il figlio illegittimo di Artù e Lyzianor (Lionors). Viene ucciso a tradimento da Sir Kay, in modo che quest'ultimo possa prendersi il merito della sconfitta del gigante Logrin nel Perlesvaus, o muore di malattia dopo il suo salvataggio dalla Prigione Dolorosa da parte di Lancillotto nella Vulgata. Appare anche in Thomas Malory, ribattezzato "Borre" (Bohart, Boarte).
Il ciclo post-Vulgata presenta anche un altro dei figli illegittimi di Artù, che sopravvive di poco al padre. Dopo che Artù prende con la forza una figlia di un cavaliere di nome Tanas, ordina che il bambino sia chiamato Guenevere o Artù il Minore (Arthur le Petit). Dopo essere cresciuto con una madre adottiva, il ragazzo viene nominato cavaliere da Tristano e presto si rivela superiore anche a Parsifal e Gawain. Tuttavia, è pubblicamente noto solo come il Cavaliere Sconosciuto, poiché ha accettato di mantenere il suo lignaggio segreto per non causare vergogna a Re Artù. Fedele a suo padre, combatte in diverse guerre contro nemici interni e stranieri ed è uno dei compagni di Galahad durante la ricerca del Graal. Dopo la morte di suo padre, viene sconfitto da Bleoberis in un duello mortale alla fine del ciclo. La sua maledizione morente sul regno di Logres, ora privo di eredi, si manifesta alla fine attraverso l'invasione del malvagio re Marco, che distrugge quasi tutti i resti del dominio di Re Artù.